# Wish I Had an Angel
Wish I Had an Angel este o piesă symphonic metal înregistrată de Nightwish pentru al cincilea album Once (2004). Piesa include vocea lui Marco Hietala și a Tarjei Turunen
Figurând pe coloana sonoră a filmului Misterele întunericului (2005), devine cel mai popular single al formației în Europa și S.U.A., după Nemo. În Anglia, el devine cel mai mare hit al formației, primind #60 

## Lista pieselor
|   | Titlul                                     | Scriitori  | Length |
| - | ------------------------------------------ | ---------- | ------ |
| 1 | "Wish I Had an Angel (versiunea de album)" | Holopainen | 4:08   |
| 2 | "Ghost Love Score (instrumental)"          | Holopainen | 10:07  |
| 3 | "Where Were You Last Night"                | Holopainen | 3:52   |
| 4 | "Wish I Had an Angel (versiunea demo)"     | Holopainen | 4:08   |